# SN 1997bn
SN 1997bn – supernowa typu II odkryta 3 kwietnia 1997 roku w galaktyce UGC 4329. W momencie odkrycia miała maksymalną jasność 16,40m.